# Astylos z Krotónu
Astylos nebo Astyalos (starořecky Ἄστυλος, Ἀστύαλος ὁ Κροτωνιάτης–Astylos, Astyalos o Krotóniatés) byl trojnásobný olympijský vítěz v jednoduchém a dvojitém běhu v 5. stol. před Kr.
Astylos z Krotónu byl v starověkém Řecku olympijským vítězem na třech hrách po sobě, a to v běhu na jedno stadion a běhu na dvě stadia (diaulos). Olivový věnec v běhu dobyl tedy v Olympii celkem šestkrát. Stalo se to na 73. až 75. hrách v letech 488, 484 a 480 před Kr.
Starověký autor Pausanias uvádí, že Astylos soutěžil na posledních dvou olympijských hrách za Syrakusy. Jelikož Astylos projevoval sympatie k syrakuskému tyranovi Hierónu I., tak se i přes nevoli svých rodáků prohlásil za občana Syrakus. Krotóňané se mu za tento přestup pomstili proměněním jeho domu na vězení a odstraněním jeho sochy z chrámu bohyně Héry Lakinské.